# Obsession: Radical Islam's War Against the West
Pour les articles homonymes, voir Obsession.
Pour plus de détails, voir Fiche technique et Distribution.
Obsession: Radical Islam's War Against the West (en français : Obsession: La guerre de l'islam radical contre l'Occident) est un film documentaire américain controversé réalisé en 2005, qui traite de la menace supposée que constituerait pour l'Occident l'islam radical. Il est considéré comme un film haineux et une forme de propagande islamophobe,,,.
Le documentaire compare notamment la menace de l'islamisme radical avec la montée du nazisme avant la Seconde Guerre mondiale.
Le film reproduit des images qui appartiennent à l'organisation non gouvernementale Palestinian Media Watch, basée en Israël. Il déroule des extraits de discours de chefs religieux musulmans, d'activistes palestiniens et de musulmans radicalisés qui défendent la cause du djihad. Le film construit un rapprochement entre la Shoah et le terrorisme islamiste, en faisant se succéder des interviews avec d'anciens membres des Jeunesses hitlériennes et avec des membres d'organisations terroristes islamistes. La lutte palestinienne occupe une place centrale dans le film ; elle y est présentée comme un mouvement d'islamistes motivés principalement par l'antisémitisme.
Le experts sollicités dans le film sont réputés pour leurs positions islamophobes et pro-israéliennes.
Le film est réalisé par le Clarion Fund (du Clarion Project (en)) une organisation à but non lucratif pro-israélienne. The Nation le présente comme un film qui « déshumanise les musulmans en les présentant comme des « autres » maléfiques et étrangers ».
Le Clarion Fund a obtenu de 70 journaux qu'ils distribuent gratuitement à leur lectorat près de 28 millions de DVD du film insérés dans les exemplaires de presse, avant l’élection présidentielle de 2008. Le but était vraisemblablement de faire obstacle à l'élection de Barak Obama et de favoriser celle de John McCain.
Projeté notamment à la Chambre des représentants des États-Unis et dans de nombreux campus américains, le documentaire a été vivement critiqué, en particulier par les organisations de lutte contre l'islamophobie.

## Production
Wayne Kopping a coécrit, réalisé et monté le film. Raphael Shore a coécrit et produit le film. R. Shore, scénariste, producteur de cinéma israélo-canadien, rabbin, est également le fondateur du Clarion Project ; il a des liens avec le mouvement des colons israéliens]. Wayne Kopping et Raphael Shore ont également collaboré pour le film Relentless: The Struggle for Peace in the Middle East. Brett Halperin, nommé directeur de production, est un pseudonyme selon Raphael Shore,.
Selon Raphael Shore, le producteur exécutif Peter Mier, alias d'un homme d'affaires juif canadien dont le nom n'a pas été dévoilé, a fourni environ 80% du budget de 400 000 $ du film,.  

## Promotion et projections
Le film a été initialement promu sur Internet par HonestReporting , puis grâce à des projections sur les campus et à Washington DC, et plus tard par une distribution massive de DVD par le Clarion Fund. HonestReporting, une organisation de surveillance des médias dirigée par Ephraim Shore, le frère jumeau du producteur d'Obsession Raphael Shore, a participé à la promotion initiale du film sur Internet . Pendant la production en 2005, HonestReporting a fait la promotion du film comme l'un de ses projets . Plus tard, lorsque le film est sorti, HonestReporting a fait la promotion du film sur son site Web en le décrivant comme un projet « affilié ».  Le groupe, dans une interview avec The Jewish Week, a nié avoir été impliqué dans la production du film .
CNN Headline News a diffusé des extraits du film,  tout comme Fox News , qui a également diffusé des extraits sur son site Web.  En novembre 2006, une émission spéciale d'une heure comprenant des extraits du film a été diffusée sur Fox sept fois.

## Fiche technique
- Réalisation : Peter Mier et Raphael Shore
- Scénario : Wayne Kopping et Raphael Shore
- Montage : Wayne Kopping
- Producteur : Wayne Kopping
- Distributeur : Clarion Fund
- Langue : Anglais, Arabe, Français, Perse
- Genre : Documentaire